# Denise Cassidy
Denise Cassidy (1968) is een Brits dartspeelster uit Noord-Ierland.
In 2000 speelde Cassidy op de Winmau World Masters. Ze won bij de laatste 64 van Carine Dessein uit België. Bij de laatste 32 won ze van Annette Hakonsen uit Noorwegen. Bij de laatste 16 won ze van Tricia Wright uit Engeland. In de kwartfinale won ze van Sandra Pollet uit België. In de halve finale verloor ze van Trina Gulliver uit Engeland.
Op de WDF World Cup 1997 haalde Cassidy de finale die ze verloor van Noeline Gear uit Nieuw-Zeeland. Op de WDF Europe Cup 1998 won Cassidy de gouden medaille door in de finale te winnen van Mandy Solomons uit Engeland.
Cassidy kwalificeerde zich voor het PDC Women's World Darts Championship 2010. In de eerste ronde won ze van Deana Rosenblom uit Zweden. In de tweede ronde won ze van Lavinia Hogg uit Australië. In de kwartfinale verloor ze van Stacy Bromberg uit de Verenigde Staten.

## Resultaten op Wereldkampioenschappen

### WDF
- 1995: Laatste 32 (verloren van Francis Hoenselaar met 3-4)
- 1997: Runner-up (verloren van Noelline Gear met 0-4)
- 1999: Halve finale (verloren van Trina Gulliver met 1-4)
- 2001: Laatste 32 (verloren van Ann-Louise Peters met 0-4)
- 2003: Laatste 32 (verloren van Francis Hoenselaar met 2-4)
- 2005: Laatste 32 (verloren van Mayumi Ouchi met 3-4)
- 2007: Voorronde (verloren van Carina Ekberg met 2-4)
- 2009: Laatste 32 (verloren van Stacy Bromberg met 3-4)

### PDC
- 2010: Kwartfinale (verloren van Stacy Bromberg met 2-4)